# إمنتليت
إمِنتليت هي بلدة مغربية تقع غرب مدينة مراكش وتبعد عنها ب 50 كلم. المدينة تنتمي لإقليم الصويرة وتضم 8.215 نسمة (إحصاء 2004).